# Caradrina lanzarotensis
Caradrina lanzarotensis är en fjärilsart som beskrevs av Rudolf Pinker, 1962. Caradrina lanzarotensis ingår i släktet Caradrina och familjen nattflyn, Noctuidae. En underart finns listad i Catalogue of Life, Caradrina lanzarotensis fuerteventurensis Pinker & Bacallado, 1975